# Moonlight (software)
Moonlight was een opensource-implementatie van Microsoft Silverlight voor Linux, ontwikkeld door Mono-ontwikkelaars bij Novell. Het is te vergelijken met Gnash, een opensource-alternatief voor de propriëtaire Adobe Flash Player. De laatste en definitieve versie is 2.4.1.0, uitgebracht op 6 april 2011. De ontwikkeling van Moonlight is gestaakt vanwege het uitblijvende succes van Silverlight. Als alternatief kan er op Linux gebruik worden gemaakt van Pipelight.

## Controversieel project
Omdat Silverlight propriëtair (closed source) is, was Novell aangewezen op slechts delen van de code uitgebracht door Microsoft als open source. Code voor andere delen werd geschreven door middel van reverse engineering. Ondanks het gevaar op een octrooi-inbreuk, heeft Microsoft altijd gezegd Novell niet te zullen dagvaarden voor dit project.